# Aulonia
Aulonia (Aulonia) – rodzaj pająków z rodziny pogońcowatych i podrodziny Venoniinae. Obejmuje dwa opisane gatunki. Występują w Europie, Azji Zachodniej i Środkowej. Wyróżniają się na tle rodziny wykorzystywaniem sieci łownych.

## Morfologia
Pająki o ciele długości od 3,6 do 5 mm. Karapaks ma długą i wąską część głowową oraz stromo opadające boki. Jego barwa jest brązowa do ciemnobrązowej ze słabo zaznaczonymi ciemniejszymi paskami rozchodzącymi się promieniście, niewyraźną jasną przepaską środkową oraz wąskimi, białymi paskami wzdłuż krawędzi bocznych, u A. kratochvili również niewyraźnymi. Ośmioro oczu rozmieszczonych jest w trzech szeregach poprzecznych. Oczy w szeregu przednim są niewielkich rozmiarów. Oczy pary przednio-środkowej i przednio-bocznej są tych samych rozmiarów; te pary przednio-środkowej leżą wyżej i bardziej z tyłu niż pary przednio-bocznej. Oczy pary tylno-środkowej leżą na przedniej powierzchni karapaksu, a pary tylno-bocznej na jego bokach. Nadustek jest czterokrotnie wyższy niż średnica oka pary przednio-środkowej. Sternum może być od jasnobrązowego po niemal czarne. Kolczaste odnóża mają stopy pozbawione długich szczecinek u nasady, zakończone trzema pazurkami. Kolejność par odnóży od najdłuższej do najkrótszej to: IV, I, II, III. Liczba kolców na brzusznej stronie goleni pierwszej i drugiej pary odnóży nie przekracza trzech par. Barwa odnóży jest żółtawa do brązowawej, u aulonii sieciarki z czarniawymi udami pierwszej pary. Wierzch opistosomy (odwłoka) jest ciemnobrązowy do niemal czarnego z jaśniejszymi znakami, spód zaś jaśniejszy. Na opistosomie znajduje się sześć kądziołków przędnych. Tylna ich para ma człon dosiebny dwukrotnie dłuższy niż odsiebny.

## Ekologia i występowanie
Pająki te zamieszkują m.in. widne lasy sosnowe, wrzosowiska, kamieniołomy i mokradła. Bytują zwykle pod kamieniami i mchem w miejscach nasłonecznionych. Wyróżniają się na tle całej rodziny budowaniem sieci łownych. Mają one postać dachówkowatą lub lejkowatą i zaopatrzone są w norkę z oprzędem, do którego chowa się pająk. Zwykle kopulacja i składanie jaj odbywa się wewnątrz oprzędu.
Rodzaj palearktyczny, znany z Europy i zachodniej części Azji. Aulonia sieciarka występuje w większości krajów Europy, w tym w Polsce, a ponadto w Azji Zachodniej. A. kratochvili występuje w Azji Zachodniej, Turkmenistanie i Grecji.

## Taksonomia
Do rodzaju tego zalicza się dwa opisane gatunki:
- Aulonia albimana (Walckenaer, 1805) – aulonia sieciarka
- Aulonia kratochvili Dunin, Buchar & Absolon, 1986

Takson ten wprowadzony został w 1847 roku przez Carla Ludwiga Kocha w czternastym tomie Die Arachniden jako monotypowy, obejmujący tylko gatunek opisany jako Lycosa albimana w 1805 roku przez Charlesa Athanase’a Walckenaera. W ciągu XIX wieku opisano dwa neotropikalne gatunki zaliczane do tego rodzaju, A. bergi kreowany w 1876 roku przez Eduarda L. Holmberga i A. macrops kreowany w 1989 roku przez Eugène’a Simona – oba uznawane są współcześnie za wątpliwe (nomina dubia). Kolejny gatunek, Aulonia werneri, opisany został w 1960 roku przez Carla Friedricha Roewera, jednak już w 1968 roku W. Job zsynonimizował go z gatunkiem typowym. Drugi z uznawanych współcześnie gatunków opisany został 1986 roku przez Piotra Dunina, Jana Buchara i Karela Absolona.
W 1993 roku Aleksiej Ziuzin umieścił ten rodzaj wraz z Pirata, Piratula i Hygrolycosa w nowej podrodzinie Piratinae na podstawie cech końcowej części bulbusa. W 2019 roku Luis N. Piacentini i Martín J. Ramírez opublikowali wyniki molekularnej analizy filogenetycznej pogońcowatych oraz morfologicznych badań porównawczych z użyciem SEM. Na podstawie tych wyników Piratinae zsynonimizowane zostały z Zoicinae, a Aulonia umieszczona w podrodzinie Venoniinae.